# Яха
Я́ха — річка, що протікає у Полтавській області України територією колишнього Зіньківського району через с. Лазьки.
На річці знаходиться гідрологічний заказник місцевого значення Озеро «Лазьки».